# نادي العدالة لكرة الطائرة
العدالة هو فريق كرة طائرة سعودي، يقع في الأحساء، المنطقة الشرقية.

## مشاركات
تواجد فريق العدالة لكرة القدم لأول مرة في تاريخه بدوري المحترفين موسم 2011/2012، وايضاً صعود الفريق للدوري الممتاز علي مستوى الشباب، كما حظي بعض اللاعبين من نادي العدالة للظهور في المنتخب الوطني لكرة الطائرة.
الدوري السعودي الممتاز لكرة الطائرة
- الدوري السعودي الممتاز لكرة الطائرة 12/11

دوري الدرجة الأولى السعودي لكرة الطائرة
- دوري الدرجة الأولى السعودي لكرة الطائرة 10/09
- دوري الدرجة الأولى السعودي لكرة الطائرة 11/10

كأس الأتحاد السعودي لكرة الطائرة لأندية الدرجة الأولى
- كأس الأتحاد السعودي لكرة الطائرة لأندية الدرجة الأولى 2010
- كأس الأتحاد السعودي لكرة الطائرة لأندية الدرجة الأولى 2011

## ملاعب
نادي العدالة لديه ملعبه الخاص لكرة الطائرة.

## وصلات خارجية
الحساب الرسمي في تويتر لنادي العدالة السعودي